# Ryszard Pieńkowski
Ryszard Pieńkowski (ur. 19 maja 1948) – założyciel grupy INFOR, właściciel i przewodniczący rady nadzorczej INFOR PL S.A, wydawcy specjalistycznych periodyków oraz serwisów internetowych. Twórca „Dziennika Gazety Prawnej”.

## Życiorys

### Wykształcenie
Jest absolwentem Wydziału Prawa Uniwersytetu Warszawskiego, a także studiów podyplomowych na Wydziale Zarządzania UW oraz w Szkole Głównej Handlowej w Warszawie.

### Początki kariery
Po ukończeniu studiów życie zawodowe związał z organami administracji państwowej pracując jako urzędnik skarbowy. W wieku 28 lat został wiceprezesem spółdzielni mieszkaniowej, gdzie zarządzał 300 pracownikami. W latach osiemdziesiątych pracował w państwowej fabryce w Łomiankach. W 1987 roku założył Biuro Informacji Organizacyjno-Prawnej INFORM, wydające periodyk „Prawo Rzemieślnika”. Tytuł w 1991 roku przekształcony został w „Prawo Przedsiębiorcy” i zaczął ukazywać się w cyklu tygodniowym.

### Działalność wydawnicza
W 1994 roku przedsiębiorstwo Ryszarda Pieńkowskiego, już jako Wydawnictwo INFOR, zaczęło wydawać specjalistyczne czasopismo o zarządzaniu kadrami „Personel”. 22 października 1994 roku zadebiutowała na rynku „Gazeta Prawna”. INFOR stał się pionierem dodając do swoich tytułów dyskietki, a potem płyty CD z materiałami użytkowymi i programami dla księgowych. W 2001 roku powołano Grupę Wydawniczą INFOR Sp. z o.o.
W 2005 roku zapoczątkowano proces przekształcenia wydawnictwa w holding mediowy, który składał się ze spółek wydających m.in. „Dziennik Gazetę Prawną”, portale infor.pl, gazetaprawna.pl, forsal.pl, portal ogólnoinformacyjny dziennik.pl, kilkanaście internetowo-papierowych produktów informacyjnych, INFORAKADEMIĘ, czyli platformę certyfikowanych wideoszkoleń oraz kompleksową bazę wiedzy INFORLEX. 31 maja 2021 roku w wyniku połączenia spółek Infor PL SA i Infor Biznes sp. z o.o. wydawcą wszystkich produktów został Infor PL SA. Od początku wydawniczej działalności przedsiębiorstwa należące do Ryszarda Pieńkowskiego wydały około 100 czasopism i biuletynów, a on sam przez media nazywany był „magnatem wydawniczym” i „królem księgowych”. Wielokrotnie pojawiał się w rankingu 100 najbogatszych Polaków tygodnika „Wprost”.
W lutym 2020 Pieńkowski opuścił stanowisko prezesa spółki INFOR PL S.A. i został przewodniczącym rady nadzorczej.
Ryszard Pieńkowski napisał autobiografię pt. „Wielkie śmiałe cele”, która ukazała się na rynku we wrześniu 2021 r.

## Odznaczenia i nagrody
- Businessman Roku 1996 (nagroda przyznana przez Kapitułę Polskiego Klubu Biznesu)[12]
- Nagroda im. Bolesława Prusa za realizację ambitnych zamierzeń edytorskich i upowszechnianie kultury prawnej przyznana przez Stowarzyszenie Dziennikarzy RP
- Lider Polskiego Biznesu'99 (nagroda przyznana przez BCC)[13]
- Krzyż Kawalerski Orderu Odrodzenia Polski za wybitne zasługi w działalności wydawniczej oraz osiągnięcia w upowszechnianiu kultury prawnej (1999)[14]
- Człowiek Roku Przemysłu Mediowego 2009[15]
- Laureat Nagrody Kisiela za 2017 rok[16]